# Marco Di Costanzo (canottiere)
Marco Di Costanzo (Napoli, 9 giugno 1992) è un canottiere italiano vincitore della medaglia di bronzo ai Giochi Olimpici di Rio de Janeiro 2016 nel due senza e a quelli di Tokyo 2020 nel quattro senza.

## Biografia
È fratello del canottiere Fabio Di Costanzo. Ha iniziato a praticare lo sport remistico all'età di dieci anni, seguendo le orme del fratello.
Ai mondiali di Aiguebelette 2015 si è laureato campione iridato nel quattro senza, in squadra con Giuseppe Vicino, Matteo Castaldo e Matteo Lodo.
Ha rappresentato l'Italia ai Giochi olimpici estivi di Rio de Janeiro 2016, dove ha vinto la medaglia di bronzo nel due senza, con il connazionale Giovanni Abagnale.
Ai mondiali di Plovdiv 2018 ha ottenuto l'argento nel 4 senza, con Matteo Castaldo, Bruno Rosetti e Matteo Lodo, piazzandosi alle spalle dell'Australia.
Ai campionati europei di Poznań 2020 si è aggiudicato l'argento nel 4 senza, con Giovanni Abagnale, Bruno Rosetti e Matteo Castaldo, concludendo alle spalle dell'armo olandese.

## Palmarès
- Giochi olimpici

Rio de Janeiro 2016: bronzo nel due senza, con Giovanni Abagnale
Tokyo 2020: bronzo nel  quattro senza, con Giuseppe Vicino, Matteo Lodo e Matteo Castaldo
- Mondiali

Aiguebelette 2015: oro nel quattro senza
Plovdiv 2018: argento nel 4 senza.
- Europei

Poznań 2020: argento nel 4 senza.
- Mondiali U23

Varese 2014: oro nel quattro senza, con Vincenzo Abbagnale, Giovanni Abagnale e Cesare Gabbia